# Помощникова-Воронова, Наталья Владиславовна
Ната́лья Владисла́вовна Помо́щникова-Во́ронова (род. 9 июля 1965, Зеленоград) — советская и российская легкоатлетка, бронзовый призёр Олимпийских игр в эстафете 4×100 метров. Заслуженный мастер спорта России.

## Карьера
На Олимпийских играх в Сеуле вместе с Людмилой Кондратьевой, Галиной Мальчугиной и Мариной Жировой стала обладательницей бронзовой медали в эстафете 4×100 метров.
Также становилась бронзовым призёром и победителем чемпионатов мира — в 1987 и 1993 году.

## Личная жизнь
Папа Натальи мастер спорта СССР в беге на 800 метров, младшая сестра Ольга мастер спорта в беге на 100 метров.
С 14-ти лет начала заниматься спортом. Показав хороший результат на спартакиаде Москвы, попала в сборную. Позднее, в 9-м классе участвовала во Всесоюзной спартакиаде школьников в 1981 году. В 1983 году выиграла юниорский чемпионат СССР и юниорский чемпионат Европы.
Окончила факультет журналистики Московского государственного университета.
С 2005 по 2008 год работала в федеральном агентстве по физической культуре и спорту. Позже работала в реабилитационном центре для инвалидов.